# Гілсон (Іллінойс)
Гілсон (англ. Gilson) — переписна місцевість (CDP) в США, в окрузі Нокс штату Іллінойс. Населення — 156 осіб (2020).

## Географія
Гілсон розташований за координатами 40°51′47″ пн. ш. 90°11′59″ зх. д. / 40.86306° пн. ш. 90.19972° зх. д. (40.862997, -90.199813).  За даними Бюро перепису населення США в 2010 році переписна місцевість мала площу 0,60 км², уся площа — суходіл.

## Демографія
Згідно з переписом 2010 року, у переписній місцевості мешкало 190 осіб у 74 домогосподарствах у складі 52 родин. Густота населення становила 315 осіб/км².  Було 76 помешкань (126/км²).
Расовий склад населення:
| - 100,0 % — білих |

До двох чи більше рас належало 0,0 %. Частка іспаномовних становила 2,6 % від усіх жителів.
За віковим діапазоном населення розподілялося таким чином: 21,1 % — особи молодші 18 років, 71,5 % — особи у віці 18—64 років, 7,4 % — особи у віці 65 років та старші. Медіана віку мешканця становила 41,0 року. На 100 осіб жіночої статі у переписній місцевості припадало 100,0 чоловіків;  на 100 жінок у віці від 18 років та старших — 97,4 чоловіків також старших 18 років.
Медіана доходів становила 46 429 доларів для чоловіків та 23 571 долар для жінок. За межею бідності перебувало 13,6 % осіб, у тому числі 0,0 % дітей у віці до 18 років та 36,0 % осіб у віці 65 років та старших.
Цивільне працевлаштоване населення становило 90 осіб. Основні галузі зайнятості: освіта, охорона здоров'я та соціальна допомога — 26,7 %, виробництво — 20,0 %, транспорт — 17,8 %, роздрібна торгівля — 16,7 %.